# 荘宇珊
荘 宇珊（しょう うさん、簡体字中国語: 庄宇珊、英語: Yushan Zhuang、2003年4月28日 - ）は、中華人民共和国の女子バレーボール選手である。中華人民共和国代表。

## 来歴

### クラブチーム
2021年、福建女排へ入団。2023/24シーズンの中国スーパーリーグではベストスパイカー部門でトップの活躍をみせた。

### 代表チーム
アンダーカテゴリーの代表として2019年、U-18世界選手権に出場し4位となった。2022年8月のAVCカップではB代表で挑んだチームのエースとして活躍した。2023年、U-21世界選手権に出場し金メダルを獲得し、自身はMVPとベストアウトサイドヒッター賞を受賞した。2024年、シニア代表に初選出され、同年5-6月のネーションズリーグでデビューした。同年のパリオリンピックにはリザーブメンバーとしてチームに帯同した。

## 球歴
- ネーションズリーグ - 2024年、2025年

## 受賞歴
- 2023年 - U-21世界選手権 MVP、ベストアウトサイドヒッター賞
- 2024年 - 2023/24中国スーパーリーグ ベストスパイカー賞

## 所属クラブ
- 福建喜夢宝女排（2021年-）